# Laje (Vila Verde)
Laje es una freguesia portuguesa del concelho de Vila Verde, con 4,87 km² de superficie y 2.244 habitantes (2001). Su densidad de población es de 460,8 hab/km².